# German Svesjnikov
German Aleksandrovitj Sveshnikov (ryska: Герман Александрович Свешников, född 11 maj 1937 i Nizjnij Novgorod, död 9 juni 2003 i Nizjnij Novgorod, var en sovjetisk fäktare.
Svesjnikov blev olympisk guldmedaljör i florett vid sommarspelen 1960 i Rom.